# Круц, Владимир Афанасьевич
Владимир Афанасьевич Круц (укр. Круц Володимир Опанасович) (23 ноября 1938, Киев — 10 октября 2014, село Легедзино, Черкасская область) — советский археолог, специалист в области первобытной археологии Украины, кандидат исторических наук.

## Биография
Родился в Киеве. В 1962 году окончил исторический факультет Киевского университета. В тот же год устроился на работу старшим лаборантом в Институт археологии АН УССР. В 1973 году защитил диссертацию по теме «Население Среднего Поднепровья в эпоху меди». Результатом его исследований и проработанных в диссертации материалов стала известная монография «Позднетрипольские памятники Среднего Поднепровья» (1977). С 1981 года — старший научный сотрудник отдела энеолита и бронзового века института. С 1981 года проводил исследования крупнейшего из поселений-гигантов трипольской культуры вблизи села Тальянки Тальновского района Черкасской области. С 1990 года —  руководитель Трипольской экспедиции Института археологии. В разные годы руководил работой Бортницкой и Полесской экспедиций по выявлению памятников археологии разных эпох: эпохи энеолита, Бронзового века, скифского времени. С 1993 года был консультантом Международного центра исследований культуры Кукутени в городе Пьятра-Нямц (Румыния). Участвовал в организации выставки древностей трипольской культуры «Украина — от 5000 до 4000 лет до Христа. Сокровища трипольской культуры» Украинского музея в Нью-Йорке (1993). Являлся одним из инициаторов и организаторов создания Государственного заповедника «Трипольская культура» в селе Легедзино Черкасской области.
В. А. Круц — автор около 90 печатных работ, в том числе пяти личных и в соавторстве монографий. В 2002 году стал лауреатом Государственной премии Украины в области науки и техники за цикл трудов «Древняя история Украины» и «Этническая история древней Украины». В 2009 году получил звание Заслуженный работник культуры Украины. Умер Владимир Афанасьевич Круц 10 октября 2014 года. Похоронен в селе Легедзине.

## Некоторые научные труды
- Круц В. А., Максимов Е. В., Погорелый В. Н. Отчёт о работе Киевской экспедиции в 1969 г. // НА ИА НАНУ. – Ф. е. 5;
- Круц В. А., Погорелый В. Н. Отчёт о работе Бортничской экспедиции в 1975 г.(в районе пос. Велелиновка, Подолье, Ерковцы Переяслав-Хмельницкого района Киевской обл.) // НА ИА НАНУ. – 1975/9. – 28 с.;
- Круц В. А., Погорелый В. Н. Отчёт о раскопках кургана в с. Роды-Яненки Переяслав-Хмельницкого района Киевской области в 1982 г. // НА ИА НАНУ. – 1982/127. – 3 с., 5 ил.;
- Круц В. А. Новый могильник софиевского типа около с. Заваловка на Днепре // Археология. – ХХІ. – 1968. – С . 126—130;
- Круц В. А. Позднетрипольское поселение вблизи с. Софиевка на Днепре // Археология. – Т. ХХІІ. – 1969. – С. 203—209;
- Загной Г. Ф., Круц В. А., Русаков Е. М. Опыт внедрения протонного магнитометра в археологии // Русская археология. – 1971 – № 3. – С. 203;
- Круц В. А. Достопримечательности лукашевского типа // Археология РСФСР. – Т. 1. – К.: Научная мысль, 1971. – С. 197—200;
- Круц В.А. Позднетрипольские памятники Среднего Поднепровья. – К.: Научная мысль, 1977. – 160 с.;
- Круц В. А., Рыжов С. М. Фазы развития памятников томашевско-сушковской группы // Археология. – 1985. – Вып. Пятьдесят первой – С. 5—56;
- Круц В. А. К истории населения трипольской культуры в междуречье Южного Буга и Днепра // Первобытная археология. Материалы и исследования. – К., 1989. – С. 117—132;
- Круц В. А. Планировка поселения в с. Тальянки и некоторые вопросы трипольского домостроительства // Раннеземледельческие поселения-гиганты трипольской культуры на Украине: тезисы докладов и полевого семинара. – М., 1990. – С. 43—47;
- Круц В. А. Этапы и направления расселения племён трипольской культуры // Подольская старина. – Винница, 1993. – С. 35—44;
- Круц В. А. Вопросы демографии трипольской культуры // Археология. – 1993. – № 3. – С. 30—36;
- Круц В. А. Животноводство в экономике трипольской культуры // Stratum plus. – 2001/2002. – № 2;
- Круц В. А. Поселение-гиганты трипольской культуры в междуречье Южного Буга и Днепра // Трипольская цивилизация в наследии Украины. – М.: «Просвещение», 2003;
- Круц В. А. Трипольские площадки — результат ритуального сожжения домов // Трипольские поселения-гиганты: материалы международной конференции. – 2003. – С. 18—21;
- Круц В. А. Этнокультурный состав населения. Быт и материальная культура // Древняя история Украины. – Т. И. – С. 234—308;
- Круц В. А., Корвин-Пиотровский А. Г., Рыжов С. Н., Бузян Г. Н., Shatilo L. Исследование поселений-гигантов трипольской культуры в 2002—2004 гг. – М., 2005. – С. 112—116;
- Круц В. А. Поселение-гигант Тальянки // Трипольская культура на Украине: Поселение-гигант Тальянки. – Киев: ИА НАНУ, 2008. – С. 49—56;
- Круц В. А. Относительная и абсолютная хронология памятников трипольской культуры Буго-Днепровского междуречья и Среднего Поднепровья // Дата: Поселение-гигант Тальянки. – 2008. – С. 227—230.